# Jerzy Lamuzga
Jerzy Lamuzga (ur. 1907 w Nowej Wsi, zm. 1974) – działacz KPP, PZPR, poseł na sejm I kadencji (1952–1956) oraz II kadencji (1957–1961).
W wieku 14 lat rozpoczął pracę w kopalni "Paweł" w Świętochłowicach, skąd został wydalony za udział w strajku w 1924. Został aktywnym członkiem KPP, podjął pracę jako robotnik cynkowni w Lipinach, później jako górnik kop. "Śląsk". Wielokrotnie aresztowany za działalność polityczną. W 1931 wyjechał na dwa lata do ZSRR, po powrocie został członkiem egzekutywy Komitetu Okręgowego KPP. W 1937 aresztowany i skazany na 5 lat więzienia.
23 marca rozpoczął się największy proces członków KPP, a oskarżeni Meitel Heiman, Jerzy Lamuzga, Emil Czempas i jego żona Helena oraz Antoni Pierchała skazani zostali na wieloletnie więzienie. KPP nie zdołała skupić większej liczby członków, nie dotarła na wieś, ale zdecydowaną walką o interesy robotników zdobyła ich uznanie. Proces trwał do 30 marca.
W 1941 wyszedł na wolność i podjął pracę w kop. "Matylda", skąd w 2 lata później skierowany został do armii niemieckiej i wysłany na front, gdzie przeszedł na stronę aliantów i wstąpił do polskich formacji walczących na Zachodzie. Po powrocie do kraju w 1945 pełnił funkcję instruktora Wydziału Organizacyjnego KW PPR, I sekretarza KP w Katowicach i KM w Chorzowie. W 1950 został mianowany na stanowisko sekretarza KW PZPR w Katowicach. Następnie pełnił funkcję posła w I i II kadencji.
Został pochowany na cmentarzu przy ulicy francuskiej w Katowicach.